# Harriet Bland
Harriet Bland (Harriet Claiborne Bland; * 13. Februar 1915 in St. Louis, Missouri; † 6. November 1991 in Fort Worth, Texas) war eine US-amerikanische Sprinterin und Olympiasiegerin.
Bei den Olympischen Spielen 1936 in Berlin gewann sie die Mannschaftsgoldmedaille in der 4-mal-100-Meter-Staffel zusammen mit ihren Teamkolleginnen Annette Rogers, Betty Robinson und Helen Stephens vor den Teams aus dem Vereinigten Königreich und aus Kanada.